# Definición (matemática)
En matemática, definición, en términos generales, es delimitar, o sea, indicar, expresar el límite que separa un objeto de todos los demás. Los pilares estructurales de la matemática son: la definición, el teorema y la demostración matemática. Las definiciones señalan con precisión los conceptos de importancia en la teoría. Los teoremas ( o proposiciones) expresan exactamente lo que hay de verdadero en esos conceptos y las demostraciones revelan, en forma contundente, la verdad de esas afirmaciones.
Los objetos matemáticos existen mediante definiciones. Por ejemplo, un número puede ser un natural y ser llamado número compuesto o número primo, par o impar, siempre que cumpla condiciones precisas y específicas. Estas condiciones específicas son la definición del concepto.
Las definiciones al igual que las conjeturas, axiomas, postulados y teoremas entre otros conceptos matemáticos pueden enunciarse en un lenguaje formalizado o en un lenguaje formal propio de los sistemas formales de la lógica matemática.

## Matemáticas
Esta disciplina trabaja con los sistemas axiomáticos como el de Peano que involucran: conceptos no definidos (concepto primitivo), conceptos definidos (definiciones), axiomas, teoremas.

### Geometría elemental
En geometría son clásicos los postulados de Euclides y más reciente la axiomatización de Hilbert.
- Conceptos no definidos: punto, recta, plano.
- Conceptos definidos: segmento, ángulo, bisectriz.
- Axiomas: proposiciones sobre los conceptos no definidos. Para el caso, va el siguiente axioma: "Por dos puntos diferentes pasa una recta y sólo una".[3]
- Teoremas (proposiciones que deben probarse).

## Cómo se define en matemática
↔
⇔
≡
Usando una condición necesaria y suficiente.
- Por ejemplo: la definición un número natural es primo si es mayor que uno y tiene exactamente dos divisores el 1 y él mismo. Para que un número entero sea primo es condición necesaria que sea > 1 y posea dos divisores el 1 y el mismo número. Es condición suficiente que un entero sea >1 y tenga dos divisores el 1 y el mismo para que sea número primo.

### Teoría de conjuntos
En teoría de conjuntos, el axioma de extensionalidad es un axioma que establece que dos conjuntos son iguales si y sólo si tienen los mismos elementos.

#### Enunciado
El enunciado del axioma establece que si dos conjuntos tienen los mismos elementos entonces son idénticos; utilizando cuantificadores y conectivas lógicas:
| Axioma de extensionalidad {\displaystyle \forall A,B\,:\,\forall x,(x\in A\leftrightarrow x\in B)\Rightarrow A=B} |

### Análisis matemático

Visualización en un sistema de coordenadas cartesianas de los parámetros utilizados en la definición de límite.

Límite de una función
Si la función real {\displaystyle f} tiene límite matemático {\displaystyle L} en {\displaystyle c} podemos decir de manera informal que la función {\displaystyle f} tiende hacia el límite {\displaystyle L} cerca de {\displaystyle c} si se puede hacer que {\displaystyle f(x)} esté tan cerca como queramos de {\displaystyle L} haciendo que {\displaystyle x} esté suficientemente cerca de {\displaystyle c} siendo {\displaystyle x} distinto de {\displaystyle c}.
Los conceptos cerca y suficientemente cerca son matemáticamente poco precisos. Por esta razón, se da una definición formal de límite que precisa estos conceptos. Entonces se dice:
| El límite de una función f(x), cuando x tiende a c es L si y sólo si para todo {\displaystyle \varepsilon >0\;} existe un {\displaystyle \delta >0\;} tal que para todo número real x en el dominio de la función {\displaystyle 0<\|x-c\|<\delta \Rightarrow \|f(x)-L\|<\varepsilon }. |

Esto, escrito en notación formal:
{\displaystyle {\begin{array}{l}{\underset {x\to c}{\lim }}\,\,f(x)=L\iff \forall \varepsilon >0\ \ \exists \delta >0/\forall x\in \operatorname {Dom} (f),0<|x-c|<\delta \longrightarrow |f(x)-L|<\varepsilon \end{array}}}
Lo importante es comprender que el formalismo no lo hacen los símbolos matemáticos, sino la precisión con la que queda definido el concepto de límite. Esta notación es tremendamente poderosa, pues nos dice que si el límite existe, entonces se puede estar tan cerca de él como se desee, sin utilizar el concepto de infinitesimal. Si no se logra estar lo suficientemente cerca, entonces la elección del δ no era adecuada. La definición asegura que si el límite existe, entonces es posible encontrar tal δ.
Derivada
A partir de la definición de límite, la derivada de una función f(x) en el punto x es
{\displaystyle f'(x)=\lim _{h\to 0}{f(x+h)-f(x) \over h}} donde x ∈ (a,b) ⊂ Df

### Álgebra abstracta
En álgebra abstracta pueden definirse estructuras algebraicas, por ejemplo:
Un grupo {\displaystyle (G,\circ )} es un conjunto G en el que se ha definido una operación binaria interna {\displaystyle \circ }, que satisface las siguientes propiedades o axiomas:
1. Asociatividad: {\displaystyle a\circ (b\circ c)=(a\circ b)\circ c,\forall a,b,c\in G}
2. Elemento neutro: {\displaystyle \exists e\in G:e\circ a=a\circ e=a}
3. Elemento simétrico: {\displaystyle \forall a\in G\quad \exists a^{-1}\in G:a\circ a^{-1}=a^{-1}\circ a=e}

Por lo tanto, un grupo está formado por un conjunto de elementos abstractos o símbolos, y por una ley de composición interna (operación binaria) que los relaciona. Dicha ley de composición interna indica cómo deben ser manipulados los elementos del grupo.
En este enunciado el elemento simétrico es una definición de inverso multiplicativo en teoría de grupos.

## Conceptos no definidos
En un estudio es importante que los términos sean definidos. ¿Todos? Pues la pretensión de definir a todos ellos llevaría a un círculo vicioso. Así, p. ej., un diccionario puede definir existir como ser, y en seguida definir ser como existir, con el resultado de que existir significa existir. Para superar esta complicación en un sistema axiomático se eligen ciertos conceptos como conceptos primitivos o conceptos no definidos, y se definen a partir de ellos todas las demás nociones requeridas (peculiaridades de la materia).